# Sona Saho
Sona Saho (oft Sohna Saho, fälschlich Sokhna Saho) ist eine gambische Leichtathletin.

## Leben
Saho ist Polizistin bei der Gambia Police Force und läuft überwiegend Langstrecke. Ihre erste Wettkampfteilnahme erfolgte 2009.
Mit einer Zeit von 4:45,3 min über 1500 m stellte sie im Mai 2017 bei der West Africa Championship einen gambischen Landesrekord auf.
Im April 2017 war sie von der Sports Journalist Association of the Gambia (SJAG) als Athletin des Jahres nominiert.
Dank finanzieller Unterstützung durch das Sportministerium konnte sie im Oktober 2018 mit ihrem Trainer Momodou Lamin Opa Keita nach Deutschland reisen und am Frankfurt-Marathon teilnehmen. Sie beendete den Marathon mit einer Zeit von 3:26 Stunden als 278. Teilnehmerin.

## Wettkampfteilnahmen
- 13./14. Mai 2009: Zone II Cadet Athletic Championship (Bamako, Mali): Bronzemedaille über 300 m.[5]
- 19. April 2014: Bajana Marathon (Gambia): 2. Platz über 10 km.[6]
- 15. Oktober 2014: July 22nd Marathon (Gambia): 3. Platz  über 15 km.[7]
- 4. April 2015: Bajana Marathon (Gambia): 1. Platz über 10 km.[8]
- 7./8. August 2015: Sub-Regional Athletics Championship (M’bour, Senegal): Silbermedaille über 1500 m.[9]
- 23. Januar 2016: Brufut Run (Gambia): 1. Platz über 10 km.[10]
- 19. März 2016: Kafuta Marathon (Gambia): 1. Platz über 5 km.[11]
- 12. Mai 2017: West Africa Championship (Conakry, Guinea): 3. Platz über 800 m; 2. Platz über 1500 m.[12]
- 31. März 2018: Bajana Marathon (Gambia): 1. Platz über 42 km.[13]
- 29. April 2018: Gunjur Kulukochi Anti-Malaria Marathon (Gambia): 1. Platz über 10 km.[14]
- 28. Oktober 2018: Frankfurt-Marathon (Deutschland): 278. Platz über 42 km; Zeit: 3:28 h.[4]